# Mons Argaeus
Mons Argaeus är ett berg på månen. Det är snarast ett bergsmassiv som sträcker sig omkring 50 km från nordväst till sydost vid den sydöstra kanten av Mare Serenitatis.
Väster om den nordöstra delen av berget ligger den lavaöverflutna kratern Abetti. Intill den sydöstra delen av bergsmassivet ligger kratern Fabbroni. Mons Argaeus har fått sitt namn efter Argaiosberget, det antika namnet på ett berg i Kappadokien i Mindre Asien som numera heter Erciyes. Namnet antogs officiellt av IAU 1935.

## Månlandning
Apollo 17 landade öster om Mons Argaeus i Taurus-Littrow-dalen, intill Mons Vitruvius och söder om kratern Littrow.